# Ludwig Heusner
Ludwig Heusner (né le 28 novembre 1843 à Boppard et mort le 27 janvier 1916 à Giessen) est un chirurgien prussien.

## Biographie
Il étudie la médecine aux universités de Berlin, Heidelberg, Würzbourg, Bonn et Kiel et obtient son doctorat en 1868. Il sert comme médecin assistant pendant la guerre franco-prussienne et, après la fin des hostilités, s'installe comme médecin généraliste à Barmen (actuellement partie de la ville de Wuppertal). En 1878, il est nommé médecin-chef de l'hôpital de Barmen et, en 1903, il reçoit le titre de professeur.
En 1898, il cofonde la Vereinigung Niederrheinisch-Westfälischer Chirurgen (Union des chirurgiens de la Basse-Rhénanie-Westphalie). En 1904, il est nommé président de la Deutschen Gesellschaft für Orthopädie (Société allemande d'orthopédie).
Le 19 mai 1892, il est le premier chirurgien à réaliser avec succès la réparation d'un ulcère gastrique.

## Écrits
- Ueber Oberkieferresection mit mö̈glichster Schonung der Weichtheile, (1889)[1].
- Ein Fall von einem free in der Bauchhöhle perforirten Magengeschwür ; Laparotomie ; Naht der Perforationsstelle; Heilung, rapporté par Hermann Kriege, (1892) – Un cas de perforation de l'abdomen (ulcère de l'estomac) ; laparotomie ; suture de la perforation.
- Démonstration neuer Apparate zur Behandlung des Klumpfußes . Z. Orthop. XI, (1904).
- Beitrag zur Behandlung der tuberkulösen Hüftgelenkverrenkung . Z. Orthop. XXV, (1910).